# Vitot
Vitot – miejscowość i gmina we Francji, w regionie Normandia, w departamencie Eure.
Według danych na rok 1990 gminę zamieszkiwało 436 osób, a gęstość zaludnienia wynosiła 93 osoby/km² (wśród 1421 gmin Górnej Normandii Vitot plasuje się na 503. miejscu pod względem liczby ludności, natomiast pod względem powierzchni na miejscu 712.).